# 富爾巴里烏帕齊拉 (迪納傑布爾縣)
富爾巴里乌帕齐拉是孟加拉国迪納傑布爾縣的一个乌帕齐拉，位於朗布爾专区的迪納傑布爾縣。。

## 人口
據1991年孟加拉國人口普查，富爾巴里共有戶數24,816戶，人口129,435人。其中男性佔比51.51%，女性佔比48.49%；成年人口67,837人。該地7歲以上人口之平均識字率為31.7%。